# 敦拉萨国际贸易购物天堂
敦拉萨国际贸易购物天堂（英語：The Exchange TRX）是馬來西亞吉隆坡敦拉薩國際貿易中心（英語：Tun Razak Exchange，簡稱：TRX)開發項目內附設的購物中心。敦拉萨国际贸易购物天堂於2023年11月29日開幕，由澳洲的地產開發商聯實集團(Lendlease Group)與馬來西亞財政部子公司TRX City有限公司共同經營。商場總面積達220萬平方英尺，樓高5層，擁有超過400間店鋪及佔地10英畝，全世界其中規模最大型的「空中花園」。作為吉隆坡市區內旗艦型的購物中心，開幕之處的出租率達95%，許多國際品牌入駐馬來西亞的第一家分店也選擇入駐於此，包含Apple Store(蘋果直營店)、西武百貨、Shake Shack、Gentle Monster、迪桑特(Descente)、喜茶等品牌，一些已經進駐馬來西亞多年的品牌如路易威登、香奈兒、Uniqlo、無印良品、嘉通院線(GSC)等品牌也在商場內開設旗艦店或品牌概念店。

## 商場簡介

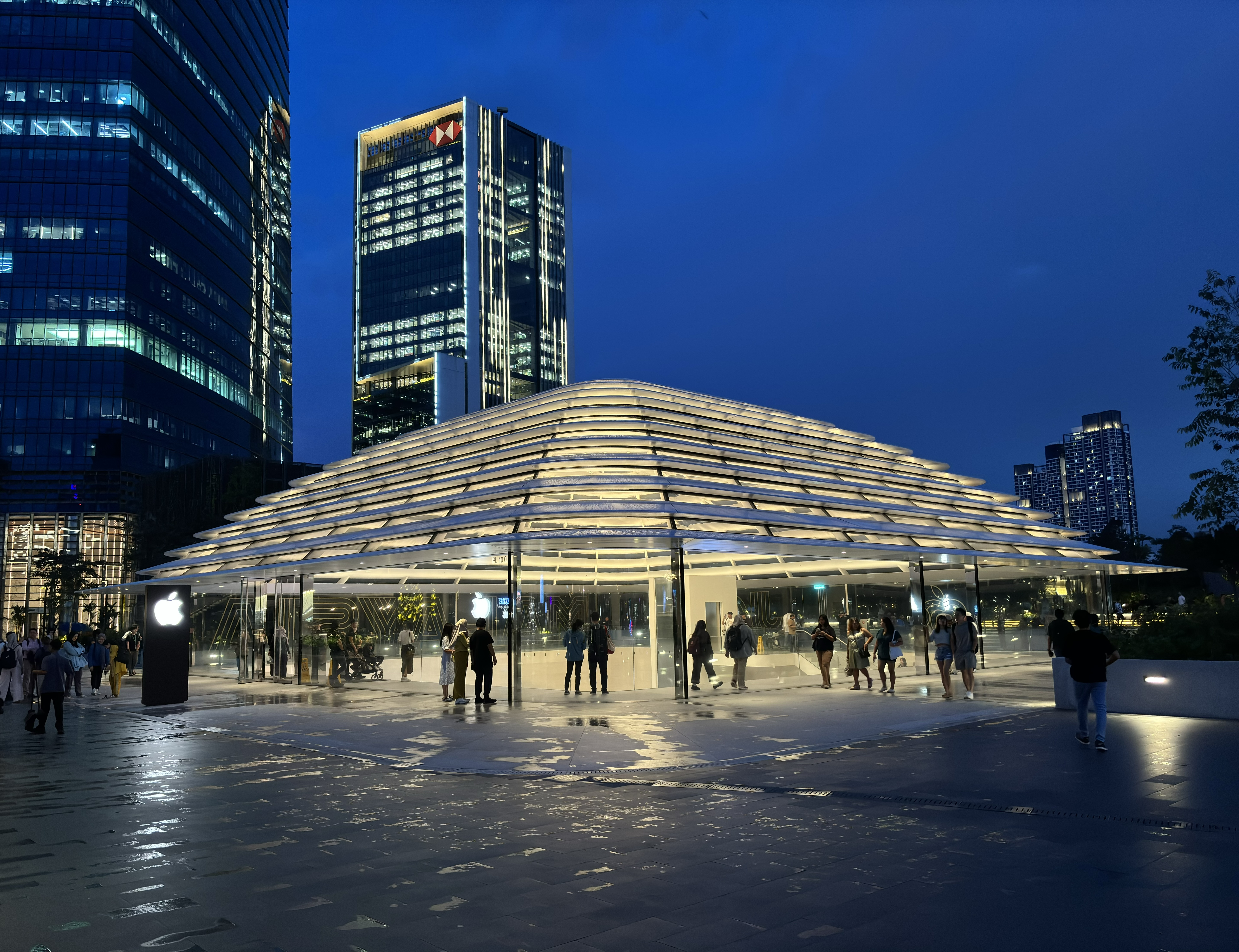
馬來西亞第一家Apple Store位在商場內

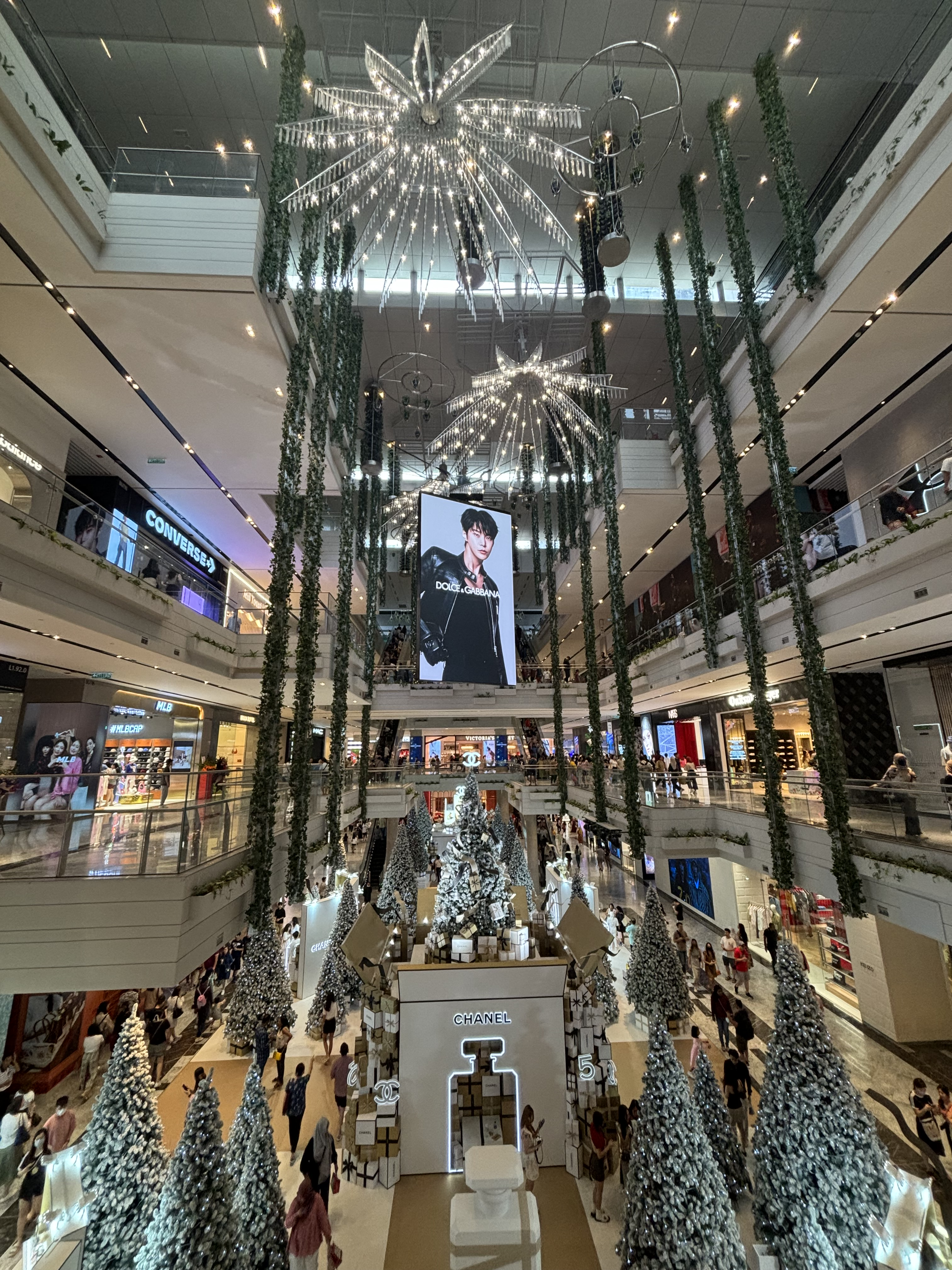
The Exchange TRX商場中庭

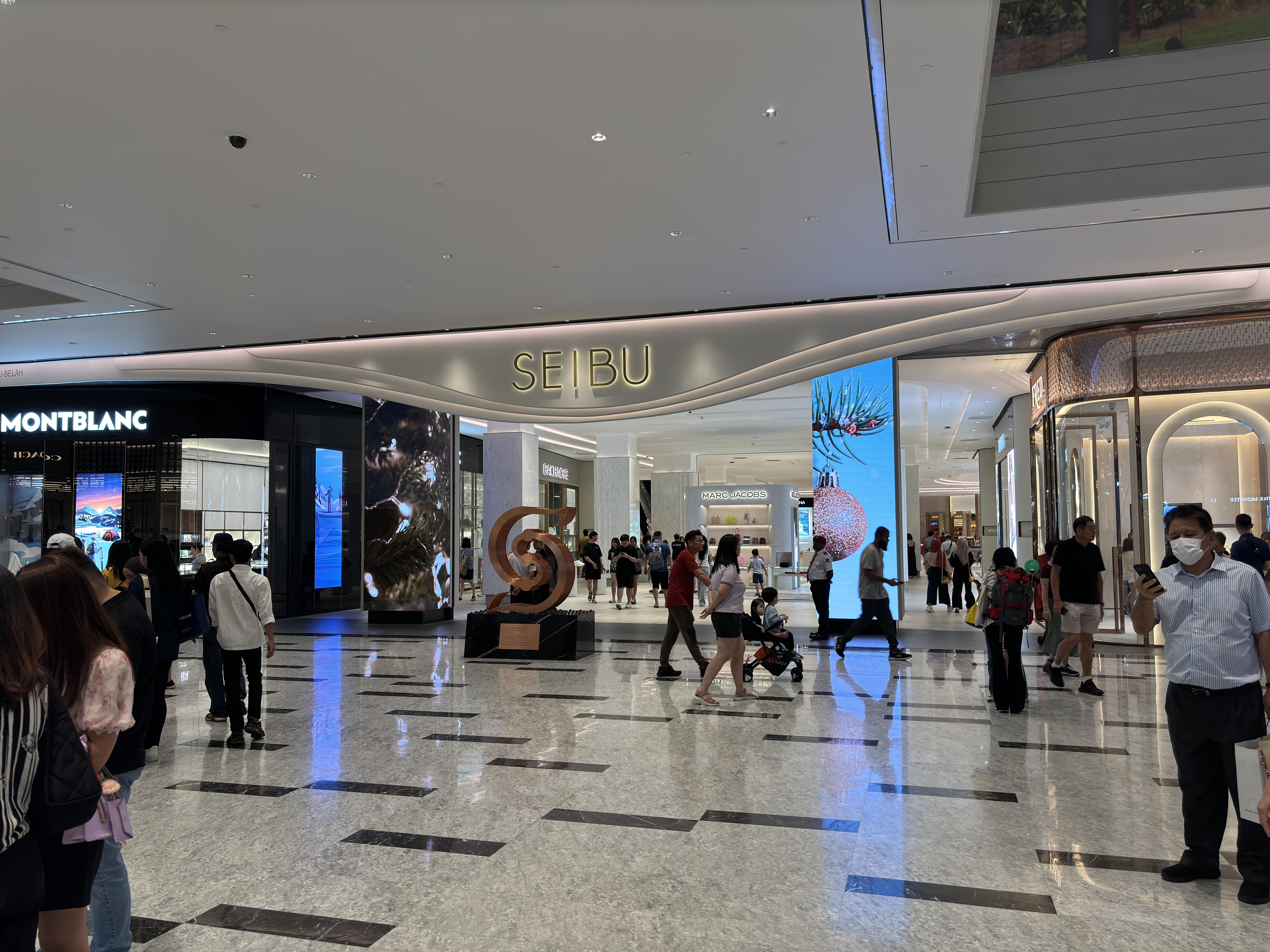
西武百貨入口

The Exchange TRX商場B1樓層

The Exchange TRX總面積達220萬平方英尺，淨出租面積達130萬平方英尺，樓高5層，擁有超過400間店鋪。作為馬來西亞財政部重點打造的商場，以及聯實集團的共同經營下，在The Exchange TRX開幕時，就已達到95%的出租率，且吸引多家國際品牌進駐。

## 地理位置
The Exchange TRX為吉隆坡敦拉薩國際貿易中心(TRX)計劃內附設的商場，位置臨近吉隆坡的最熱鬧的購物商圈-武吉免登(Bukit Bintang)，步行距離僅需5至10分鐘。
敦拉薩國際貿易中心建築基地的前身為英殖民時期，當時政府為了安置高級公務員所興建的宿舍區，當時在此地點建立了160棟獨立式建築的宿舍，因此被吉隆坡在地的華人暱稱為“百六間”(Pak Luk Kan)。在1980年代起，為應付武吉免登(Bukit Bintang)和燕美（Imbi）一帶的發展，這些前殖民時期的宿舍建築逐漸被拆除並轉用其他用途。為發展吉隆坡的國際金融市場，當地政府在2010年代起開始徵收相關低端建設敦拉薩國際貿易中心(TRX)，並建設裙樓作為商場與公園用途，也用於連接國際貿易中心內的其他建築和交通設施，以匯集人潮。

## 主要租戶

### 西武百貨
商場的主要租戶為日資西武百貨、Apple Store、Uniqlo、無印良品、嘉通院線(GSC)旗下的高檔影院-Aurum Theatre等。西武百貨為商場內的最大租戶，佔地四層面積達2萬3000平方公尺，內部設計由英國設計師HMKM和Cardy Papa所設計，將優雅和高檔結合並貫穿於整個內部環境內，是西武百貨於近期續印尼後，在海外開設的第三家門市，集合超過700個國際奢侈品牌，其中超過100個品牌是西武百貨獨家引入馬來西亞市場，在底層也開設高檔超市和引入日本的「百貨地下街」（デパ地下，depachika）文化，販售來自日本和世界各國的高檔水果、熟食、人氣甜品等。另外西武百貨也有擁有馬來西亞最大的美容冠，最多的奢侈鞋履和高級珠寶品牌等

### Apple Store
Apple The Exchange TRX是蘋果公司在馬來西亞開設的第一家Apple Store（蘋果直營店），於2024年6月22日開幕。店內建築由英國建築事務所福斯特建築事務所（Foster + Partners）設計，共有三層樓，從商場三樓的空中花園往下建造，店內一樓為產品展示區，二樓則設置理念近似於漂浮在空中，主要用作「Today at Apple」課程與其他互動活動，最上層則主要作為出入口，與空中花園相連，採用大面玻璃窗將外部的日光及綠意帶入店內，在不同樓層都能欣賞到空中花園的蔥鬱景致，即使在最底層也有充足的自然光。整棟建築最具特色的為長寬26.5 x 26.5公尺的正方形玻璃屋頂，為因應馬來西亞的熱帶型氣候，屋頂上裝設如百葉扇的階梯式散熱鰭片，白天時能減少太陽光直射、夜間則會散發出柔和的照明。最底層的屋頂鰭片延伸超出建築物本身，在店舖周圍打造了一條蔭涼的步道，整間店皆使用100%可再生能源。

### 其他租戶
商場內其他租戶包含中高檔品牌及國際精品與設計師名店，在商場的地下一樓因與地鐵加影線的敦拉萨国际贸易中心站連接，人流量較高，因此裡面的租戶主要由快時尚品牌（包含Uniqlo、H&M、LC Waikiki等)、藥妝店、中高價餐飲和中高檔超市所組成。商場的地面層主要則為國際精品進駐，包含Louis Vuitton、Chanel、Gucci、Prada、Fendi、Bvlgari、Loewe、Balenciaga、Gentle Monster、Dior等品牌。在一樓及二樓主要由輕奢與運動品牌組成，商場的三樓因與空中花園連接，因此店家多以餐飲為主，包含Shake Shack、Kenny Hills Bakers on the Park等，Apple Store的戶外入口也位在此樓層。
商場本身以「公園裡的購物中心，購物中心裡的公園」為設計理念的綜合性商場，以永續、綠色為設計要素，除了頂樓的空中花園外，在商場內部與中庭也種植大量植栽與作為供民眾休憩。

## 空中花園

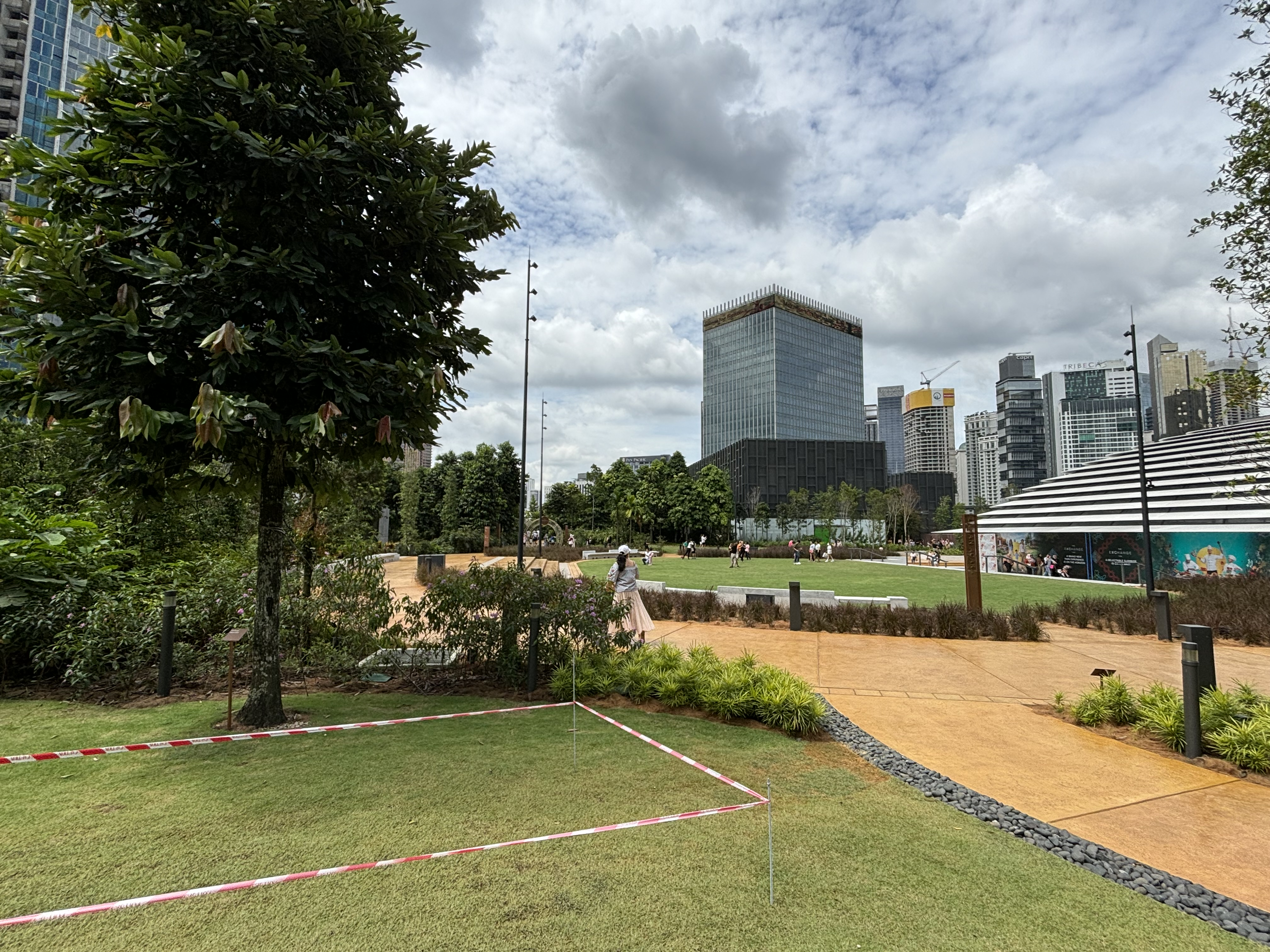
TRX空中花園景緻

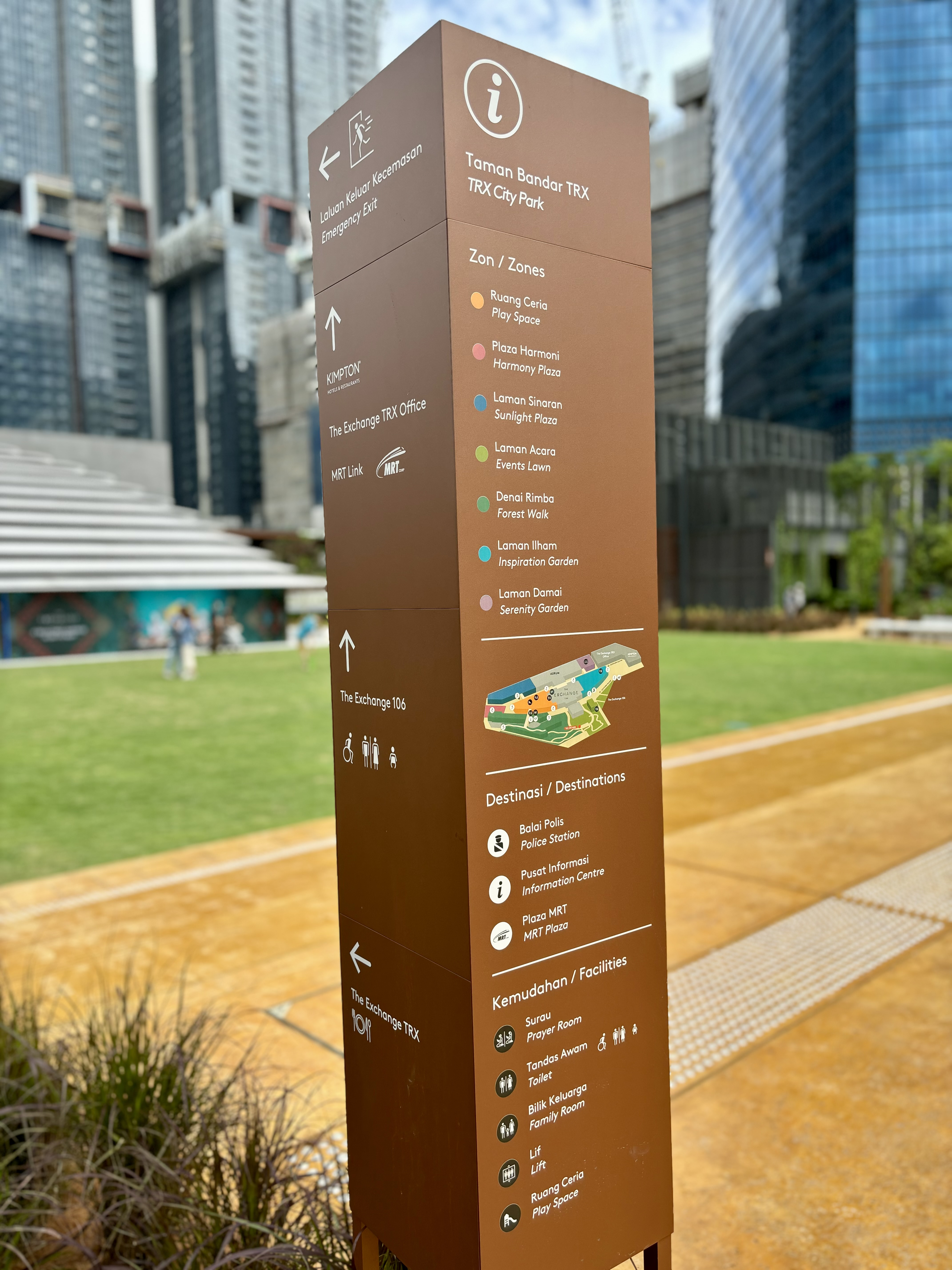
空中花園內的指示牌

The Exchange TRX在商場頂樓打造面積達10英畝的「空中花園」，並在公園內種植超過15萬株約150種在地原生植物，以建構豐富多樣的屋頂生態系統。整個空中花園結合步道、梯田花園和水景等景觀設計，同時也設置兒童遊樂場、露天餐廳、電影院和多功能活動廣場等設施，讓公眾除了購物外，也能在此享受綠意、體驗戶外用餐及休閒活動。藉由大規模的空中花園，也進一步減緩敦拉薩國際貿易中心內諸多摩天大樓可能引起的熱島效應及淨化在地空氣。
 現階段吉隆坡市政局（DBKL）持有空中公園的擁有全，但商場營運單位則協助公園的管理、維護與營運。

## 交通
The Exchange TRX商場的B1樓層與捷運敦拉萨国际贸易中心站相連，該站為加影線 KG20 及布城线 PY23 的轉乘站，是吉隆坡捷運系統主要的轉乘樞紐。